# Thorben Marx
Thorben Marx (Berlino, 1º giugno 1981) è un ex calciatore tedesco, di ruolo centrocampista.

## Palmarès
- Coppa di Lega tedesca: 1

Hertha Berlino: 2001, 2002